# Cis pilosus
Cis pilosus es una especie de coleóptero de la familia Ciidae.

## Distribución geográfica
Habita en Guatemala.